# رودي ميليتشي
رودي ميليتشي (بالإيطالية: Rodì Milici)‏ هي بلدية في مقاطعة ميسينا في صقلية الإيطالية.

## السكان
في سنة 1861 بلغ عدد السكان 1٬817 نسمة، وتطور العدد ليصل في سنة 2011 لـ 2٬130 نسمة.
يظهر هذا المخطط البياني تطور النمو السكاني لـ رودي ميليتشي